# Miracast
Miracast es una red peer-to-peer (igual-a-igual) para enviar screencast (emisión de pantalla) de forma inalámbrica formado por conexiones Wi-Fi Direct de forma similar a como lo hace Bluetooth.
Permite la distribución inalámbrica o por cable de vídeo en alta definición desde o hacia ordenadores de sobremesa, tabletas, teléfonos móviles y otros dispositivos. Tanto el dispositivo emisor como el receptor deben soportar Miracast para funcionar. Sin embargo, para transmitir música y películas a un dispositivo que no es compatible Miracast, existen adaptadores que se conectan a los puertos HDMI o USB.
Miracast permite a un dispositivo portátil o a un ordenador enviar, de forma segura, video en alta definición hasta 1080p y sonido envolvente 5.1 (AAC y AC3 son códecs opcionales, LPCM - 16 bits 48 kHz 2 canales es el códec obligatorio). Sin embargo, sólo funciona a través de Wi-Fi y no se puede utilizar para transmitir a un punto de acceso. Fue creado por la Wi-Fi Alliance. Permite a los usuarios, por ejemplo, duplicar la pantalla de un teléfono o tableta en un televisor, compartir la pantalla de un ordenador portátil con el proyector en una sala de conferencias en tiempo real.